# Catoria spilotaria
Catoria spilotaria är en fjärilsart som beskrevs av Pieter Cornelius Tobias Snellen 1881. Catoria spilotaria ingår i släktet Catoria och familjen mätare. Inga underarter finns listade i Catalogue of Life.